# Versiones alternativas de Míster Fantástico
Mister Fantástico (nombre real Reed Richards) es un personaje ficticio de Marvel Comics, líder de Los 4 Fantásticos, el cual tiene muchas versiones alternativas a lo largo de los años y a lo largo de distintas colecciones de cómics y de distintos medios.

## Versiones alternativas en el cómic

### Age of Apocalypse
En la realidad alternativa conocida como la Era de Apocalipsis (Tierra-295), Richards nunca consiguió sus poderes ya que él nunca fue bombardeado con radiación cósmica en el espacio. En lugar de esto, Reed trató de evacuar un gran grupo de seres humanos de Manhattan cuando Apocalipsis llegó al poder. Junto con Ben Grimm como el piloto y sus amigos Johnny y Susan Storm como tripulación, Richards utilizó uno de sus cohetes prototipo para volar fuera de la isla. Por desgracia, un mutante saboteó el lanzamiento y ambos Reed y Johnny se sacrificaron para que los demás escaparan de la explosión de forma segura.

### Línea Amalgam
La Línea Amalgam fue una colaboración entre DC Comics y Marvel para editar heroes que eran una visión conjunta de varios de sus personajes (una "amalgama") que estuvo entre los años 1997-1998. Posteriormente se estableció como la Tierra-9602. Dos versiones alternativas de Reed Richards aparecen en esta serie.
- La serie de una sola entrega Challengers of the Fantastic #1 (June 1997) mezcla de Challengers of the Unknown (DC) y Fantastic Four muestra a un Reed "Prof" Richards (un compuesto de Reed Richards y Walter Mark "Prof" Haley), un científico sin poderes y líder del equipo de aventureros del mismo nombre (Challengers of the Fantastic).[2]
- En Spider-Boy Team-Up #1 (junio de 1997), Elastic Lad hace un cameo como miembro de la Legión de Guardianes Galácticos de 2099 (un compuesto de la legión de Superhéroes (DC) y Guardianes de la Galaxia y 2099 de Marvel) . Elastic Lad es una amalgama de Reed Richards y del alias de Jimmy Olsen también llamado elastic Lad.[3]

### Bullet Points
En Bullet Points: En el Punto de Mira el Dr. Reed Richards es preparado por el gobierno para actuar como apoyo técnico de Steve Rogers, que en esta realidad es Iron Man. Junto con Sue, Johnny y Ben Grimm, más tarde intenta el vuelo del cohete que, en su historia principal produjo la creación de los cuatro fantásticos. Pero el vuelo es saboteado y el cohete se accidenta, matando a todos a bordo, excepto a Reed. Él por lo tanto nunca desarrolla superpoderes, y después de la tragedia, acepta el cargo de Director de S.H.I.E.L.D. Después de haber perdido su ojo en el accidente del cohete y debido a que lleva un parche, adquiere un gran parecido al Nick Fury de la línea principal.

### El Consejo Interdimensional de Reeds
El Consejo interdimensional de Reeds se compone de muchas, al menos cuatro, versiones alternativas de Reed Richards, con diferentes poderes, intelectos y habilidades, que se han unido a través de las realidades. Aunque el Reed Richards de la Tierra-616 (la usual) contactó con ellos, decidió alejarse del Consejo cuando se enteró de que eran versiones de sí mismo de lo que el podría haber sido sin la influencia humanizadora de su familia; según Reed, todos ellos han lobotomizado a sus respectivos Victor von Doom. Reed ideó un método para que el Consejo no pudiera entrar en nuestro universo, pero debido a un accidente causado por Valeria Richards, estos tuvieron acceso a la Tierra-616, instigando una profecía conocida como la Guerra de las Cuatro Ciudades, con la esperanza de que esta produjera la suficiente energía para abrir su cuartel interdimensional. Esto obligó a Reed a montar un equipo compuesto por sus antiguos enemigos (incluyendo Doctor Doom, Mago y Pensador Loco para tratar de sobrepasarles antes de que estos destruyeran el mundo.

### Reed de Contra-Tierra
La versión de Reed Richards de la Contra-Tierra creada por el Alto Evolucionador es llamado Bruto. Su exposición a los rayos cósmicos le da la capacidad de transformarse en un monstruo salvaje de piel morada llamado el Bruto. En una ocasión el Bruto llega a la Tierra, donde atrapa a Míster Fantástico en la Zona Negativa y lo reemplaza. Se las arregla para atrapar a la Antorcha Humana y a La Cosa poco después, pero es vencido por la Mujer Invisible, que rescata a sus compañeros de equipo y deja al Bruto atrapado en su lugar. El Bruto es más tarde, un miembro de los Cuatro Temibles (frightful four). Apareció por primera vez en Marvel Premiere #2 (mayo de 1972).

### Dark Raider
Una versión alternativa de Reed Richards procedente de la Tierra-944, que apareció por primera vez en fantástico Four #387 (abril de 1994). Dark Raider se vuelve loco cuando falla en salvar a la Tierra de su realidad de Galactus. Tomando la identidad del Dark Raider, viaja de realidad en realidad en una búsqueda para destruir todas las versiones posibles de sí mismo. Los Cuatro Fantásticos le encuentran por primera vez cuando viajaban a un pasado alternativo y ven versiones más jóvenes de ellos que mueren a manos de Dark Raider. Cuando el Dark Raider viene a la realidad de los Cuatro Fantásticos, este intenta activar el Nulificador Supremo, pero es aparentemente destruido por Uatu. Esta aparición de Uatu más tarde se revela como Aron, el vigilante rebelde, que simplemente había teletransportado a Raider a distancia. Dark Raider regresa, y es finalmente derrotado por la Mujer Invisible en la Zona Negativa.

### Exiliados
- Una tierra (5692) dominada por Skrulls hedonistas desde finales del siglo XIX es atacada por Galactus, una entidad cósmica comedora de planetas. Reed aquí se presenta como un genio inventivo con nada que confirme que posee los poderes de su contraparte de la Tierra-616 (la habitual). Él lidera el esfuerzo de los super-humanos de expulsar fuera de la tierra a Galactus y salvar el planeta. Se convierte en uno de los cuidadores de Thunderbird, un héroe con los poderes de salto dimensional que había sido gravemente herido en la batalla.[9]

- En la Tierra-12, los superhéroes son bien vistos por la humanidad y son tratados como celebridades. Esta versión de Reed parecía haber ganado las capacidades de la mujer invisible en lugar de sus poderes normales de estiramiento.[10]

### Marvel 1602
Ambientado en el siglo XVII, Marvel 1602 se encuentra en la realidad Tierra-311. Reed (llamado Sir Richard Reed, aunque a menudo se dirigen a él como "Sir Reed" o "Maestro Richards") es el líder de 'Los cuatro del fantástick', y su maleabilidad es comparable a la del agua. Compartiendo el genio de su homólogo (616), el Reed de 311 ha ideado usos para la fuerza eléctrica, categorizado las ciencias, y especulado sobre si la luz tiene una velocidad.

### Tierra-A
En esta realidad(Tierra-A o Tierra-721), solamente Reed y Ben Grimm suben a la nave espacial experimental. Reed se transforma por la radiación cósmica en La Cosa, mientras que Ben gana los poderes de estiramiento de Mr. Fantástico y los poderes de fuego de la Antorcha Humana.  Esta versión apareció por primera vez en: Fantastic Four #118 (enero de 1972).